# Dioleniini
Dioleniini è una tribù di ragni appartenente alla sottofamiglia Agoriinae della famiglia Salticidae dell'ordine Araneae della classe Arachnida.

## Distribuzione
I sei generi oggi noti di questa tribù sono diffusi sull'isola di Celebes, nelle Molucche, in Nuova Guinea, nuova Caledonia e Nuova Britannia, fino in Australia.

## Tassonomia
A maggio 2010, gli aracnologi riconoscono sei generi appartenenti a questa tribù:
- Chalcolecta Simon, 1884 — dall'Australia a Celebes (Indonesia) (3 specie)
- Diolenius Thorell, 1870 — dall'Arcipelago delle Molucche alla Nuova Guinea (15 specie)
- Furculattus Balogh, 1980 — Nuova Guinea, Nuova Britannia (1 specie)
- Lystrocteisa Simon, 1884 — Nuova Caledonia (1 specie)
- Ohilimia Strand, 1911 — Nuova Guinea, Arcipelago delle Molucche, Australia (2 specie)
- Tarodes Pocock, 1899 — Nuova Britannia (1 specie)